# Muchajjam Balata
Muchajjam Balata (arab. بلاطة) – obóz uchodźców w Autonomii Palestyńskiej (Zachodni Brzeg). Według danych szacunkowych Palestyńskiego Centralnego Biura Statystycznego w 2016 roku obóz liczył 18 502 mieszkańców